# Gersdorf an der Feistritz
Gersdorf an der Feistritz – gmina w Austrii, w kraju związkowym Styria, w powiecie Weiz. Według danych Austriackiego Urzędu Statystycznego liczyła 1687 mieszkańców (1 stycznia 2015).